# Мэр Еревана
Мэр Еревана — осуществляет общее руководство мэрией города Еревана, координирует и контролирует работу главного советника, советников, помощников, пресс-секретаря мэра, первого отдела, юридического управления и управления по земельному надзору аппарата мэрии.
Избирается Ереванским Городским Советом, члены которого избираются жителями города.

## Градоначальники Еревана

### 1879—1918
1. Ованнес Корганян (1879—1884)
2. Барсег Гегамян (1884—1893)
3. Левон Тигранян (1894—1895)
4. Арам Буниатян
5. Ваан Тер-Саркисян
6. Исаак Мелик-Агамалян

### Первая Республика Армения
1. Тадевос Тошчян
2. Мкртич Мусинянц

### Армянская ССР
Председатели исполнительного комитета Ереванского городского совета народных депутатов
1. Грант Тавакалян
2. Геворг Саргсян
3. Бениамин Саакян
4. Рубен Сафразбекян
5. Айк Азатян
6. Сурен Шадунц
7. Аракел Авагян
8. Арам Шахгелдян
9. Арам Костанян
10. Вардан Мамиконян (мэр)
11. Геворг Анесоглян
12. Карапет Матинян
13. Александр Шахшуванян
14. Левон Овсепян
15. Согомон Карапетян
16. Саргис Камалян (1940—1943)
17. Завен Чарчян (1943—1944)
18. Ашот Казарян (1944—1945)
19. Егише Варданян (1947—1952)
20. Вазрик Секоян (1952—1954)
21. Бабкен Астватсатрян (1954—1955)
22. Гурген Чолахян (1955—1957)
23. Гурген Пахлеванян (1957—1960)
24. Сурен Вартанян (1960—1962)
25. Григор Асратян (1962—1975)
26. Мурад Мурадян (1975—1985)
27. Эдуард Авагян (1985—1989)
28. Арташес Гегамян (1989—1990)

### Республика Армения
1. Амбарцум Галустян (1990—1992)
2. Ваагн Хачатрян (1992—02.1996)
3. Ашот Мирзоян (02.1996—11.1996)
4. Вано Сирадегян (11.1996—02.1998)
5. Камо Ареян (02.1998—05.1998, и. о.)
6. Сурен Абрамян (05.1998—1999)
7. Альберт Базеян (1999—2001)
8. Роберт Назарян (2001—2003)
9. Ерванд Захарян (2003—2009)
10. Гагик Бегларян (2009—2010)
11. Карен Карапетян (2010—2011)
12. Тарон Маргарян (2011—2018)
13. Айк Марутян (2018—2021)
14. Грачья Саркисян (2021—2023)
15. Тигран Авинян (с 2023)